# Georgian National Airlines
Georgian National Airlines (mã IATA = QB, mã ICAO = GFG) là hãng hàng không của Gruzia, trụ sở ở Tbilisi. Hãng có các tuyến đường chở khách thường xuyên tới các điểm đến ở châu Âu. Căn cứ chính của hãng ở Sân bay quốc tế Tbilisi.

## Lịch sử
Hãng được thành lập và bắt đầu hoạt động từ năm 1998 dưới tên Air Bisec, trước khi đổi tên thành Georgian National Airlines. Ngày 29.7.2006 hãng thuê một máy bay Bombardier CRJ 200 (của Independence Air), nhưng tới ngày 6.9.2006 mới đưa vào hoạt động.
Tháng 4/2008, hãng trả lại máy bay Bombardier CRJ200 và thuê 1 máy bay DC9 để thay thế.

## Các nơi đến
- Kazakhstan
  - Almaty
- Gruzia
  - Batumi
  - Kutaisi
  - Tbilisi
- Nga
  - Moskva
  - Sankt-Peterburg
- Ukraina
  - Dnipropetrovsk
  - Kiev
  - Odessa

## Đội máy bay
(Tháng 7/2008):
- 1 McDonnell Douglas DC-9

## Các máy bay ngưng hoạt động
(Tháng 7/2008):
- 1 Tupolev Tu-134B
- 1 Bombardier CRJ-200ER
- 1 Ilyushin Il-76T